# 巧克力冰原島峰
72°36′S 166°3′E / 72.600°S 166.050°E
巧克力冰原島峰（英語：Chocolate Nunatak），是南極洲的冰原島峰，位於維多利亞地，處於麥卡錫山西南面6公里，由新西蘭研究隊命名，現時由南極條約體系管理。